# Soleynia
Soleynia est un duo musical ariégeois créé en 2021 dans sa formation actuelle. Labellisé par le Réseau Chanson Occitanie (RCO), le duo est composé de Leïla Zitouni à la harpe et au chant et de Barbara Lamothe au piano et au violon.

## Biographies
En mai 2021, Leïla Zitouni propose à Barbara Lamothe de la rejoindre, après le retrait de son ex-binôme. 
Leïla Zitouni est née d’une mère française et d’un père algérien en grande banlieue parisienne. A l'âge de treize ans, sa famille déménage à Mirepoix en Ariège. Devenue chanteuse et danseuse de tango émérite, elle participe à de nombreux projets mêlant les cultures, les expériences musicales et compose en créant la formation musicale Soleynia. 
Barbara Lamothe est titulaire d'un master en musicologie et d'un prix du conservatoire de Bordeaux au violon et au tuba.  

## Composition du groupe
- Leïla Zitouni : Chant, harpe et guitare box.
- Barbara Lamothe : Voix, violon, piano, flute,tuba, percussions.

## Concerts et festivals
- Festival Détours de Chant 2020 (19e édition)[4] ;
- Festival 31 notes d'été 2020 (organisé par le conseil départemental de la Haute-Garonne)[5] ;
- Festival Un week-end avec elles 2021 à Albi (14e édition)[6].